# وطى فارس
وطى فارس هي قرية لبنانية من قرى قضاء الكورة في محافظة الشمال.